# Arthème Ahoomey-Zunu
Arthème Ahoomey-Zunu, né le 1er décembre 1958, est un homme d'État togolais, Premier ministre du 23 juillet 2012 au 10 juin 2015. Il a été ministre du Commerce de 2011 jusqu'à sa nomination à la tête du gouvernement en 2012.

## Biographie
Ahoomey-Zunu a fréquenté le lycée de Tokoin, un district de Lomé. Il est titulaire d'une maîtrise en relations internationales (droit des relations internationales) et d'un diplôme supérieur de droit public et d'aménagement du territoire.
Il est membre de la Convergence patriotique panafricaine (CPP) fondée par Edem Kodjo. De 1988 à 1994, il a été secrétaire de la Commission nationale des droits de l'homme (CNDH). De 1994 à 1999, Ahoomey-Zunu a été membre de l'Assemblée nationale. De 1993 à 2005, il a été membre de la Commission électorale nationale indépendante (CENI), 2000-2002, dont il était président. Ahoomey-Zuno a été ministre de l'Administration territoriale de septembre 2006 à décembre 2007 au sein du cabinet de Yawovi Agboyibo. De mars 2011 à juillet 2012, il a été ministre du Commerce et de la Promotion du secteur privé. De janvier 2008 à juillet 2012, il était secrétaire général du président.
Le 11 juillet 2012, le Premier ministre Gilbert Houngbo annonce sa démission à la suite de manifestations contre le projet de modification de la loi électorale de son gouvernement. Le président Faure Gnassingbé nomme Arthème Ahoomey-Zunu comme nouveau Premier ministre le 19 juillet ; ce dernier prend ses fonctions le 23 juillet et présente son gouvernement le 31 juillet.
À la suite de la réélection du président Faure Gnassingbé en avril 2015, Arthème Ahoomey-Zunu présente sa démission et le Président l'accepte et nomme Komi Sélom Klassou comme successeur d'Ahoomey-Zunu le 5 juin 2015. Klassou a pris ses fonctions de Premier ministre le 10 juin 2015.